# Alexandre René Véron
Pour les articles homonymes, voir Véron.
Alexandre René Véron, né le 11 janvier 1826 à Montbazon et mort le 7 avril 1897 à Paris, est un peintre français.

## Biographie
Alexandre René Véron est le fils d'Antoine Véron, serrurier, et de Marguerite Faré.
Élève d'Honoré Gaspard Delaroche, il expose au Salon de 1848 à 1887.
En 1855, il épouse Honorine Delaroche, fille de son maître et de Marie Madeleine Louise Lemaire.
Il meurt à son domicile de la rue Durantin à l'âge de 71 ans.

## Œuvres exposées aux Salons parisiens
- Intérieur de grange à Marlotte, près de Fontainebleau, au Salon de 1848
- Étude de la gorge aux Loups ; forêt de Fontainebleau, au Salon de 1848
- Forêt de Fontainebleau ; paysage, au Salon de 1849
- Le soir ; forêt de Fontainebleau, au Salon de 1855
- Plateau de la Chaise-Marie ; forêt de Fontainebleau, au Salon de 1855
- Les boulevards extérieurs de Paris, au Salon de 1857
- Le matin ; plateau du nid de l'aigle à Fontainebleau, au Salon de 1857
- Le midi ; futaie de la forêt de Fontainebleau, au Salon de 1857
- Ruines de Grêtz, sur le Loing (Seine-et-Marne), au Salon de 1859
- Cour de ferme à Auvers (Seine-et-Oise), au Salon de 1859
- Chemin au printemps, à Auvers, au Salon de 1859
- La gorge aux Loups (forêt de Fontainebleau), au Salon de 1859
- Les vendanges à Marlotte, près de Fontainebleau, au Salon de 1859
- Retour des moissonneurs, à Auvers, (Seine-et-Oise), au Salon de 1861
- Les grandes eaux ; le matin, au Salon de 1861
- Les carrières du Nid-de-l'Aigle au soleil couchant ; forêt de Fontainebleau, au Salon de 1863
- Brouillard dans les Ventes-de la-Reine ; forêt de Fontainebleau, au Salon de 1863
- Temps gris dans la Gorge-aux-Loups ; forêt de Fontainebleau, au Salon de 1863
- Les bords de l'Albarine à Saint-Rambert en Bugey (Ain), au Salon de 1864
- Le soir à Saint-Rambert, en Bugey (Ain), au Salon de 1864
- Bords de la Seine, aux Andelys, au Salon de 1865
- Inondation de Saint-Rambert-en-Bugey, 1863, au Salon de 1865
- Le soir, sur les bords de l'Indre, au Salon de 1866
- Le printemps dans la forêt de Fontainebleau, au Salon de 1866
- Route de Pontoise, au Salon de 1867 (Carcassonne)
- Vue de Pontoise , au Salon de 1867 (Carcassonne)
- Le chemin des châtaigniers à Osny, près Pontoise, au Salon de 1867
- La plaine à Osny, près Pontoise, au Salon de 1867
- Les bords de l'Oise à Anvers, soleil couchant, au Salon de 1868
- La rue d'Osny, le matin, au Salon de 1868
- Le soir, au Salon de 1869
- Avant l'orage, à Osny (Seine-et-Oise), au Salon de 1869
- Baie de la Somme, à Saint-Valéry, au Salon de 1870
- La rue des Pilotes, à Saint-Valery, au Salon de 1870
- Une ferme à Osny, près Pontoise, au Salon de 1870 (Besançon)
- Grande rue d'Osny, au Salon de 1870 (Besançon)
- La première gelée ; bords du Morin, au Salon de 1872
- Le soir ; bords du Morin, au Salon de 1872
- Le Long-Rocher, forêt de Fontainebleau, au Salon de 1873
- Le Chemin-Vert, de Villiers à Crécy (Seine-et-Marne), au Salon de 1873
- Le dernier rayon, au Salon de 1874
- Les cerisiers de Bonnières (Seine-et-Oise), au Salon de 1874
- La cour du chiffonnier, à Crécy-en-Brie, au Salon de 1874
- Les bords du Morin, à Crécy (Seine-et-Marne), au Salon de 1876
- Pièce d'eau, à Senlis (Oise) , au Salon de 1876
- Parc de Montlévêque (Oise) , au Salon de 1877
- Le soir, dans le parc de Montlévêque , au Salon de 1877
- Après la pluie, à Argenteuil (Seine-et-Oise) , au Salon de 1878
- Une belle journée d'hiver, à Argenteuil , au Salon de 1878
- Le printemps, à Senlis (Oise) , au Salon de 1879
- Un moulin, à Pontoise (Seine-et-Oise) , au Salon de 1879
- Le moulin de Montlévêque, à Senlis (Oise) , au Salon de 1880
- Matinée d'automne ; bords de la Nonette, à Senlis , au Salon de 1880
- Le brouillard à Senlis (Oise) , au Salon de 1881
- Le vieux parc, à Montlévêque (Oise), au Salon de 1881
- Fin d'avril, à Asnières, au Salon de 1882
- Le gros nuage ; bords de la Seine, à Jeufosse, au Salon de 1883
- Les bords de la Nonette à Senlis (Oise), au Salon de 1883 (Blois)
- La Seine, à Chatou, au Salon de 1884
- Soleil couchant, à Argenteuil, au Salon de 1885
- Allée de Senlis, à Montlevesque (Oise) , au Salon de 1885
- La Seine, à Saint-Denis, au Salon de 1886
- Vieux parc à Valjenceuse, près Sentis, au Salon de 1887
- Vieux parc, à Mont-l'Evêque, près Senlis, au Salon de 1887